# مجنون (فیلم ۱۹۷۰)
مجنون (به انگلیسی: Le fou) فیلمی به کارگردانی کلود گورتا محصول سال ۱۹۷۰ سوئیس است.

## داستان
ژرژ از همسر معلول و ناتوانش مراقبت می‌کند و یک شغل تمام وقت دارد، اما مجبور است برای حفظ سلامتی اش بازنشسته شود. او وقتی تمام پس‌اندازی را که در طول عمرش جمع‌آوری کرده، در یک شرکت سرمایه‌گذاری از دست می‌دهد، یک زندگی مجرمانه را در پیش می‌گیرد. ژرژ خیلی زود در آستانه جنون و دیوانگی قرار می‌گیرد که فراتر از سلسله اتفاقات ناگواری است که برایش رخ داده‌است.